# Café Touba

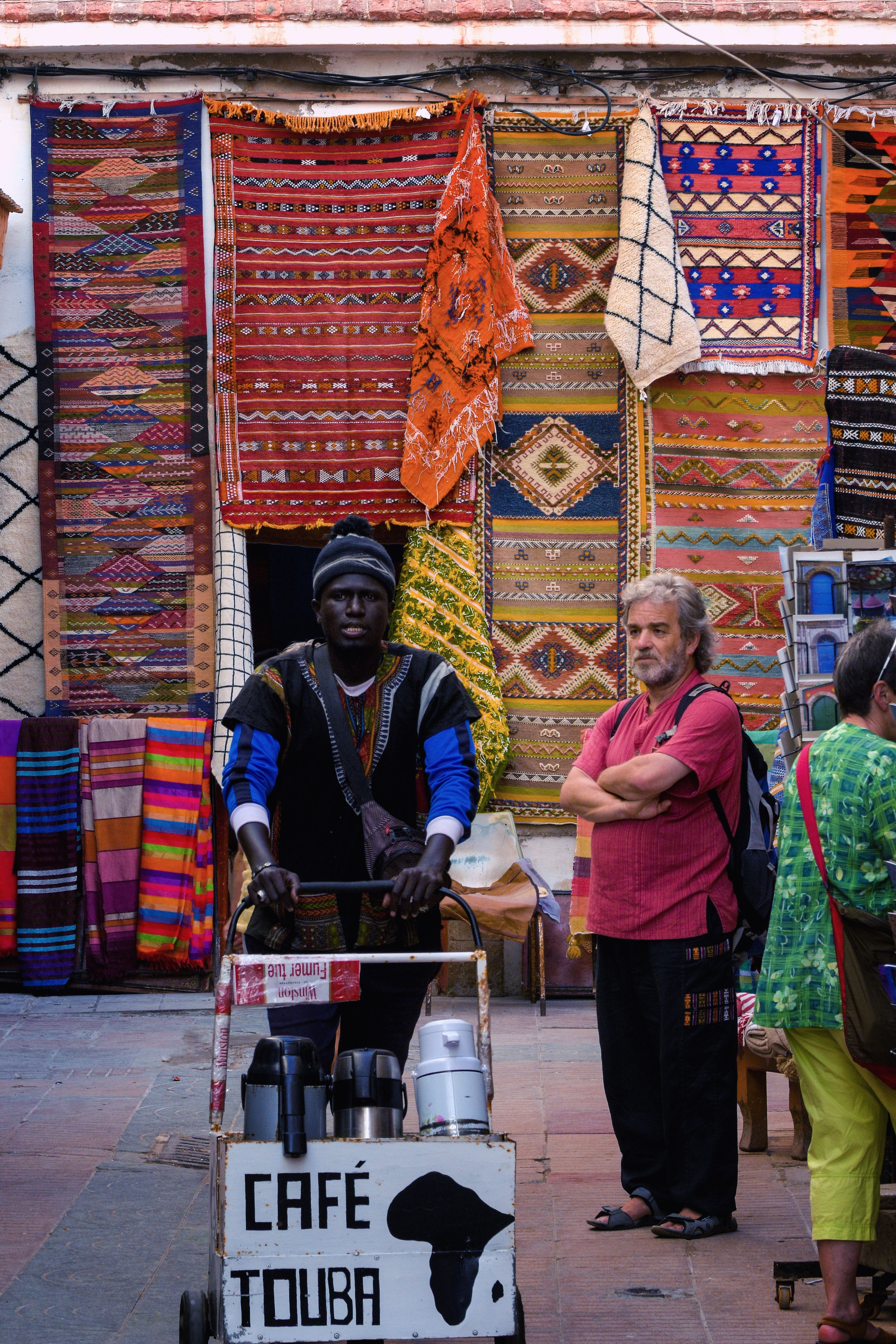
Café-Touba-Verkäufer in Marokko

Der Café Touba ist ein mit Guinea-Pfeffer gewürzter Kaffee, der im westlichen Afrika getrunken wird.
Der Name leitet sich von der senegalesischen Stadt Touba ab, wo er ursprünglich ein Getränk der Mouriden, einer der wichtigsten Muslimbruderschaften im Senegal, war. Das Getränk wird zubereitet, indem man Kaffee mit viel Zucker süßt und mit dem Guinea-Pfeffer  aufkocht, was ihm Schärfe verleiht. Der exportierte Café Touba Halah des Händlers und Abfüllers La Perla in Barcelona enthält 90 % Robusta und 10 % Pfeffer.